# Luchy
Luchy est une commune française située dans le département de l'Oise, en région Hauts-de-France.

## Géographie

### Localisation
Luchy est un village agricole du Plateau Picard, situé entre Beauvais et Crèvecœur-le-Grand.
Il se trouve dans l'aire d'attraction de Beauvais ainsi que dans sa zone d'emploi, et dans le bassin de vie de Crèvecœur-le-Grand.

### Communes limitrophes
Les communes limitrophes sont  Auchy-la-Montagne, Blicourt, Francastel, Juvignies, Lachaussée-du-Bois-d'Écu, Maulers, Muidorge et Rotangy.
| Rotangy   | Auchy-la-Montagne | Francastel |
| Blicourt  | Luchy             | Maulers    |
| Juvignies |                   | Muidorge   |

### Géologie et relief
La superficie de la commune est de 10,79 km2 ; son altitude varie de 134  à   174 mètres.
Louis Graves indiquait en 1836 que « le territoire assez étendu forme une plaine divisée par un ravin ondulé qui descend au midi vers la commune de Muidorge. Le chef-lieu à-peu-près central comprend quatre grandes rues sinueuses, divergentes, ombragées ; le village vu de loin présente l'aspect d'un bois ».

### Hydrographie

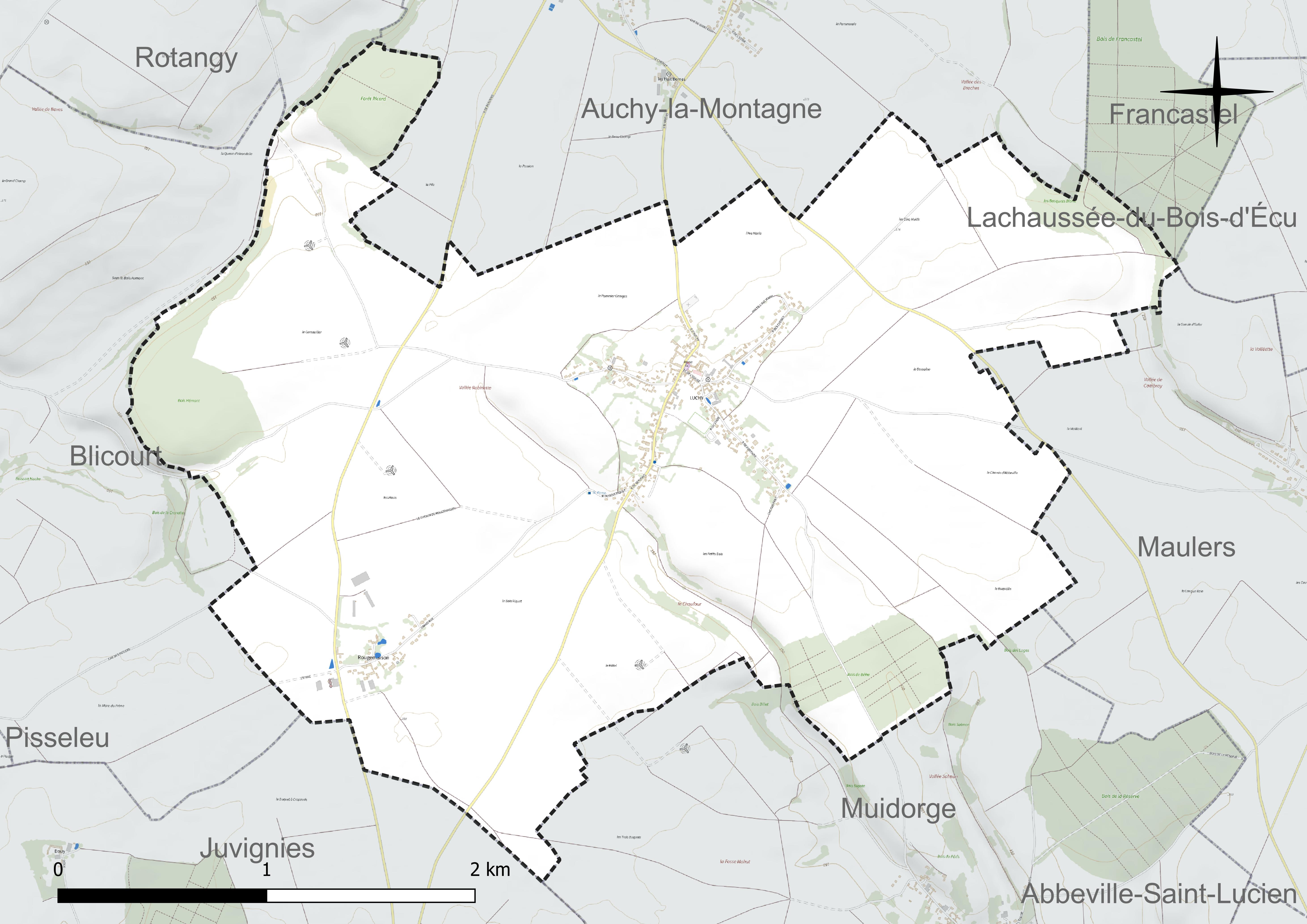
Réseau hydrographique de Luchy.

La commune est située dans le bassin Seine-Normandie.
Elle n'est drainée par aucun cours d'eau,.

### Climat
Pour des articles plus généraux, voir Climat des Hauts-de-France et Climat de l'Oise.
En 2010, le climat de la commune est de type climat océanique dégradé des plaines du Centre et du Nord, selon une étude du CNRS s'appuyant sur une série de données couvrant la période 1971-2000. En 2020, Météo-France publie une typologie des climats de la France métropolitaine dans laquelle la commune est exposée à un climat océanique et est dans la région climatique Nord-est du bassin Parisien, caractérisée par un ensoleillement médiocre, une pluviométrie moyenne régulièrement répartie au cours de l'année et un hiver froid (3 °C).
Pour la période 1971-2000, la température annuelle moyenne est de 10,1 °C, avec une amplitude thermique annuelle de 14,3 °C. Le cumul annuel moyen de précipitations est de 770 mm, avec 12,2 jours de précipitations en janvier et 8,5 jours en juillet. Pour la période 1991-2020, la température moyenne annuelle observée sur la station météorologique la plus proche, située sur la commune de Tillé à 10 km à vol d'oiseau, est de 11,0 °C et le cumul annuel moyen de précipitations est de 655,5 mm,. Pour l'avenir, les paramètres climatiques de la commune estimés pour 2050 selon différents scénarios d'émission de gaz à effet de serre sont consultables sur un site dédié publié par Météo-France en novembre 2022.

## Urbanisme

### Typologie
Au 1er janvier 2024, Luchy est catégorisée commune rurale à habitat dispersé, selon la nouvelle grille communale de densité à sept niveaux définie par l'Insee en 2022.
Elle est située hors unité urbaine. Par ailleurs la commune fait partie de l'aire d'attraction de Beauvais, dont elle est une commune de la couronne,. Cette aire, qui regroupe 162 communes, est catégorisée dans les aires de 50 000 à moins de 200 000 habitants,.

### Occupation des sols

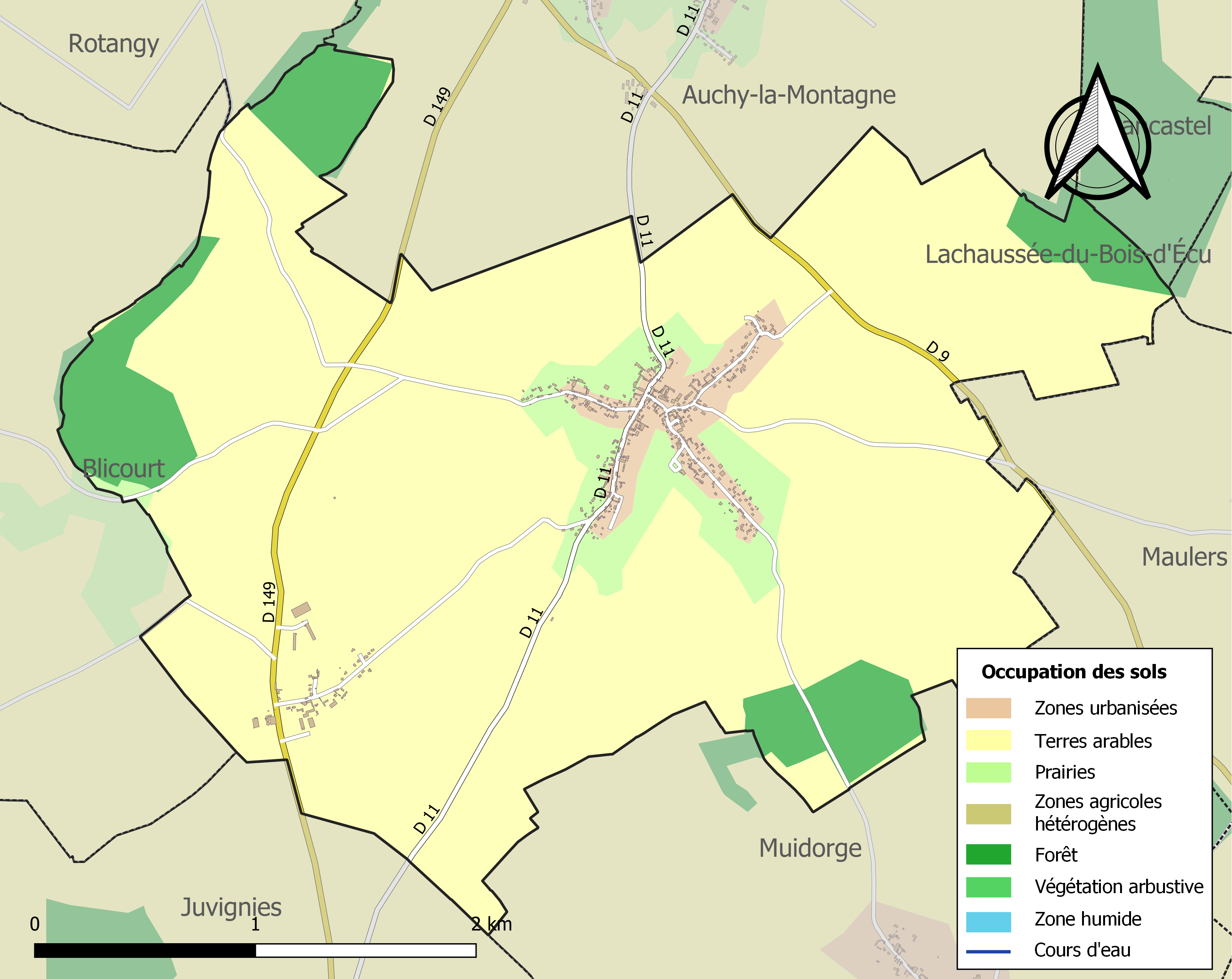
Carte des infrastructures et de l'occupation des sols de la commune en 2018 (CLC).

L'occupation des sols de la commune, telle qu'elle ressort de la base de données européenne d'occupation biophysique des sols Corine Land Cover (CLC), est marquée par l'importance des territoires agricoles (87,2 % en 2018), une proportion sensiblement équivalente à celle de 1990 (87,7 %).
La répartition détaillée en 2018 est la suivante : terres arables (81,7 %), forêts (9,4 %), prairies (5,5 %), zones urbanisées (3,4 %).
L'évolution de l'occupation des sols de la commune et de ses infrastructures peut être observée sur les différentes représentations cartographiques du territoire : la carte de Cassini (XVIIIe siècle), la carte d'état-major (1820-1866) et les cartes ou photos aériennes de l'IGN pour la période actuelle (1950 à aujourd'hui).

### Lieux-dits, hameaux et écarts
La commune comprend un hameau, Rougemaison.

### Habitat et logement
En 2021, le nombre total de logements dans la commune était de 257, alors qu'il était de 236 en 2016 et de 210 en 2011.
Parmi ces logements, 94,8 % étaient des résidences principales, 0,8 % des résidences secondaires et 4,4 % des logements vacants. Ces logements étaient pour 97,9 % d'entre eux des maisons individuelles et pour 2,1 % des appartements.
Le tableau ci-dessous présente la typologie des logements à Luchy en 2021 en comparaison avec celle de l'Oise et de la France entière. Une caractéristique marquante du parc de logements est ainsi la faible proportion des résidences secondaires et logements occasionnels (0,8 %) par rapport au département (2,4 %) et à la France entière (9,7 %).
| Typologie                                               | Luchy | Oise | France entière |
| ------------------------------------------------------- | ----- | ---- | -------------- |
| Résidences principales (en %)                           | 94,8  | 90,5 | 82,2           |
| Résidences secondaires et logements occasionnels (en %) | 0,8   | 2,4  | 9,7            |
| Logements vacants (en %)                                | 4,4   | 7    | 8,1            |

### Voies de communication et transports
Luchy est situé à faible distance de la RN 1 (désormais RD 1001), et est accessible par les sorties  15 et  16 de l'A16.
Le village est desservi par la RD 11, qui relie Beauvais à Amiens.
La commune est desservie, en 2023, par la ligne 531, des lignes scolaires et le service de transport à la demande Corolis à la demande - Zone Nord du réseau Corolis ainsi que par les lignes 615, 616, 6103 et 6109 du réseau interurbain de l'Oise.

## Toponymie
Le lieu était dénommé Luciacus en 869 ce qui veut dire « domaine de Lucius » dérivé du l'anthroponyme latin Lucius et du suffixe de possession -acum.

## Histoire

### Ancien Régime
Le village appartenait à l'abbaye Saint-Lucien de Beauvais par suite d'une donation de Charles le Chauve en 870 faite à la demande de l'évêque Odon Ier pour assurer le vestiaire des moines
Rougemaison, ainsi que les villages voisins, est incendiée par le duc de Bourgogne en 1472 après le siège de Beauvais.
Aux XVIIIe et XIXe siècles, l'activité des habitants était alors principalement lié au filage de la laine, et était sous le contrôle de la fabrique de Crèvecœur.

### Époque contemporaine
Au XIXe siècle, le village possédait trois moulins à vent et une briqueterie. En 1839, la population, est occupée au filage de la laine,.

## Politique et administration

### Rattachements administratifs et électoraux

#### Rattachements administratifs
La commune se trouve dans l'arrondissement de Beauvais du département de l'Oise.
Luchy est le chef-lieu d'un éphémère canton de 1793 à 1801, année où elle intègre le canton de Crèvecœur-le-Grand. Dans le cadre du redécoupage cantonal de 2014 en France, cette circonscription administrative territoriale a disparu, et le canton n'est plus qu'une circonscription électorale.

#### Rattachements électoraux
Pour les élections départementales, la commune fait partie depuis 2014 du canton de Saint-Just-en-Chaussée.
Pour l'élection des députés, elle fait partie de la première circonscription de l'Oise.

### Intercommunalité
La commune faisait partie de la communauté de communes des Vallées de la Brèche et de la Noye créée fin 1992.
Dans le cadre des dispositions de la loi portant nouvelle organisation territoriale de la République (Loi NOTRe) du 7 août 2015, qui prévoit que les établissements publics de coopération intercommunale (EPCI) à fiscalité propre doivent avoir un minimum de 15 000 habitants, le préfet de l'Oise a publié en octobre 2015 un projet de nouveau schéma départemental de coopération intercommunale, qui prévoit la fusion de plusieurs intercommunalités, et notamment celle de Crèvecœur-le-Grand (CCC) et celle des Vallées de la Brèche et de la Noye (CCVBN), soit une intercommunalité de 61 communes pour une population totale de 27 196 habitants.
Après avis favorable de la majorité des conseils communautaires et municipaux concernés (et malgré les souhaits de la commune, qui aurait souhaité être rattachée à la communauté d'agglomération du Beauvaisis), cette intercommunalité dénommée communauté de communes de l'Oise picarde (CCOP)  est créée au 1er janvier 2017 et comprend la commune.
Toutefois, la commune et huit autres issues de l'ex-CCC, qui font partie de l'aire urbaine de Beauvais, protestent contre leur intégration au sein de la CCOP, et demandent leur rattachement à la communauté d'agglomération du Beauvaisis (CAB), en soulignant leur proximité territoriale avec la ville préfecture, et afin de voir leurs administrés profiter des équipements et des projets portés par la CAB tout en évitant une forte augmentation de leur fiscalité locale liée à l'harmonisation des taux de ces impôts entre l'ex-CCC et l'ex-CCVBN.
Au terme de ce processus, la commune intègre le 1er janvier 2018 la communauté d'agglomération du Beauvaisis, la portant ainsi à 53 communes.

### Liste des maires
| Période                                  | Période                       | Identité     | Étiquette | Qualité |
| ---------------------------------------- | ----------------------------- | ------------ | --------- | --- |
| Les données manquantes sont à compléter. |                               |              |           | |
|                                          |                               |              |           | |
| juin 1995                                | mai 2020                      | Érick Mullot |           | Professeur retraité d'éducation physique et sportive Président de la communauté de communes de Crèvecœur-le-Grand (2004 → 2016) Vice-président de la communauté de communes de l'Oise picarde (2017 → 2017) |
| mai 2020                                 | En cours (au 29 février 2024) | Samuel Payen |           | Agriculteur |

## Équipements et services publics

### Enseignement
Les enfants de la commune sont scolarisés au sein du regroupement pédagogique intercommunal (RPI) qui regroupe Auchy-la-Montagne et Luchy.
L'école de Luchy scolarise les enfants de maternelle et de CP

### Postes et télécommunications
La commune s'est dotée en 2023 d'une agence postale, située en mairie.

## Population et société
Les habitants sont appelés les Luchissois.

### Évolution démographique
L'évolution du nombre d'habitants est connue à travers les recensements de la population effectués dans la commune depuis 1793. Pour les communes de moins de 10 000 habitants, une enquête de recensement portant sur toute la population est réalisée tous les cinq ans, les populations de référence des années intermédiaires étant quant à elles estimées par interpolation ou extrapolation. Pour la commune, le premier recensement exhaustif entrant dans le cadre du nouveau dispositif a été réalisé en 2008.

En 2022, la commune comptait 670 habitants, en évolution de +5,35 % par rapport à 2016 (Oise : +0,87 %, France hors Mayotte : +2,11 %).
| 1793 | 1800 | 1806 | 1821 | 1831 | 1836 | 1841 | 1846 | 1851 |
| ---- | ---- | ---- | ---- | ---- | ---- | ---- | ---- | ---- |
| 604  | 660  | 636  | 612  | 627  | 635  | 611  | 587  | 568  |

| 1856 | 1861 | 1866 | 1872 | 1876 | 1881 | 1886 | 1891 | 1896 |
| ---- | ---- | ---- | ---- | ---- | ---- | ---- | ---- | ---- |
| 500  | 470  | 451  | 411  | 401  | 367  | 360  | 358  | 350  |

| 1901 | 1906 | 1911 | 1921 | 1926 | 1931 | 1936 | 1946 | 1954 |
| ---- | ---- | ---- | ---- | ---- | ---- | ---- | ---- | ---- |
| 321  | 330  | 327  | 290  | 300  | 289  | 265  | 290  | 274  |

| 1962 | 1968 | 1975 | 1982 | 1990 | 1999 | 2006 | 2008 | 2013 |
| ---- | ---- | ---- | ---- | ---- | ---- | ---- | ---- | ---- |
| 264  | 252  | 264  | 360  | 448  | 488  | 538  | 552  | 614  |

| 2018 | 2022 | - | - | - | - | - | - | - |
| ---- | ---- | - | - | - | - | - | - | - |
| 648  | 670  | - | - | - | - | - | - | - |

### Pyramide des âges
La population de la commune est relativement jeune.
En 2018, le taux de personnes d'un âge inférieur à 30 ans s'élève à 40,0 %, soit au-dessus de la moyenne départementale (37,3 %). À l'inverse, le taux de personnes d'âge supérieur à 60 ans est de 15,4 % la même année, alors qu'il est de 22,8 % au niveau départemental.
En 2018, la commune comptait 327 hommes pour 321 femmes, soit un taux de 50,46 % d'hommes, légèrement supérieur au taux départemental (48,89 %).
Les pyramides des âges de la commune et du département s'établissent comme suit.
| Hommes | Classe d’âge | Femmes |
| ------ | ------------ | ------ |
| 0,6    | 90 ou +      | 1,6    |
| 3,7    | 75-89 ans    | 4,0    |
| 9,8    | 60-74 ans    | 11,2   |
| 23,2   | 45-59 ans    | 19,6   |
| 21,4   | 30-44 ans    | 24,9   |
| 16,8   | 15-29 ans    | 15,9   |
| 24,5   | 0-14 ans     | 22,7   |

| Hommes | Classe d’âge | Femmes |
| ------ | ------------ | ------ |
| 0,5    | 90 ou +      | 1,4    |
| 5,5    | 75-89 ans    | 7,6    |
| 15,6   | 60-74 ans    | 16,3   |
| 20,8   | 45-59 ans    | 20     |
| 19,4   | 30-44 ans    | 19,4   |
| 17,6   | 15-29 ans    | 16,2   |
| 20,6   | 0-14 ans     | 19,1   |

## Économie
En 2023, la commune dispose de quelques commerces de proximité : un café-épicerie et une boucherie, ainsi que d’un distributeur de pain, ainsi que de tournées du boulanger.

## Culture locale et patrimoine

### Lieux et monuments
- Église Saint-Côme-et-Saint-Damien, construite sur des fondations datant sans doute du XIIIe siècle. La façade et le mur sud de la nef ont été refaits en brique au XVIe siècle, puis le chœur est doté de nouvelles fenêtres et d’un pignon alternant briques et pierres dans un second temps. L'intérieur est refait au XIXe siècle en style néogothique. Le chœur conserve des boiseries du XVIIIe siècle et dans la nef se trouvent deux petits autels d’époque Restauration[36].
L'église fait l'objet d'un pèlerinage le 27 septembre[37].

### Personnalités liées à la commune
- Fanny Dénoix des Vergnes, née Fanny Descampeaux (1798-1879), femme de lettres, surnommée « la muse de l'Oise », y est née.